# Erich Neumann (psychologue)
Pour les articles homonymes, voir Erich Neumann (homme politique) et Neumann.
Erich Neumann, né en 1905 à Berlin et décédé le 5 novembre 1960 à Tel Aviv est un psychologue et psychothérapeute élève de Carl Gustav Jung et un écrivain. Il est un des promoteurs de la psychologie analytique. Il a présidé la branche israéelienne de l'Association internationale de psychologie analytique.

## Apports
Neumann a contribué à la psychologie du développement et à des travaux sur la conscience et la créativité. Son approche théorique philosophique s’appuyait sur l'analyse davantage que sur la clinique. Sa contribution la plus notable à la psychologie est le concept empirique de «centroversion», qu’on peut voir comme une synthèse des concepts jungiens d'extra et d'introversion. Cependant, il est surtout connu pour des développements théoriques portant sur le processus de maturation féminine, une théorie abordée dans nombre de ses publications, notamment The Great Mother. Ses œuvres expliquent également la façon dont la mythologie à travers l'histoire révèle des aspects du développement de la conscience qui se retrouvent à la fois dans l'individu et dans la société dans son ensemble.

## Travaux
Ses contributions les plus durables à la pensée jungienne sont Origines et Histoire de la conscience (1949) et The Great Mother (1955). Un autre travail, Depth Psychology and a New Ethic, réfléchit sur les tendances auto-destructives humaines et la façon dont l'esprit humain se rapporte à sa part d’ombre. 
Dans l'introduction de Origines et histoire de la conscience, Jung considère que  Neumann "a réussi, d'une part, à construire le premier une histoire du développement de la conscience et, d'autre part, à présenter le mythe comme une phénoménologie de cette évolution." Jung ajoute qu' "il est ainsi parvenu à des conclusions et à des connaissances qui comptent parmi les plus importantes jamais acquises dans ce domaine." 
Neumann relie le développement de la conscience, outre à des facteurs environnementaux, à des facteurs psychiques intérieurs, qu’il qualifie d’archétypaux et qui sont pour lui universels. 
Ce qualificatif d’archétypal renvoie à la notion jungienne ; il faut pour Neumann les voir comme des éléments structurels de l’inconscient collectif, issus des instincts propres à l'humain. En effet, pour lui les instincts se manifestent aussi par de telles images que ce soit dans les rêves ou dans les mythes, images qui prédisposent la conscience à suivre une certaine voie d’évolution. Ce travail sur les évolutions de la conscience a été repris par la théorie intégrale en particulier par Ken Wilber.
Neumann a développé de nombreuses études sur les archétypes féminins dans Art and the Creative Unconscious, The Fear of the Feminine, and Amor and Psyche.  Pour lui, la maturation psychique (individuation) doit passer par l'intégration du féminin et du masculin, ce qui n'est, selon lui, pas encore formellement acquis par les sociétés modernes.  
Neumann considère que la conscience féminine suit quatre stades. Le premier est celui de la fusion indifférenciée avec la mère nourricière, ou l'égo et l'inconscient restent fusionnés. Dans le second, la femme est soumise à un masculin affirmant sa puissance, qui s’affirme dominateur et éventuellement violeur. Dans le troisième, la norme sociale, qui reste masculine, lui offre une certaine protection mais toujours sous la domination masculine. Le quatrième stade voit la femme découvrir son moi et son expression authentiques ; elle y arrive en empruntant au féminin et au masculin.    
Neumann a également écrit de la poésie, un roman intitulé The Beginning (Der Anfang), et en 1932 a mené une étude critique des œuvres de Franz Kafka à une époque où Kafka était encore une figure mineure dans le monde littéraire [1].